# Comuna Lubeanka, Veselînove
Lubeanka (în ucraineană Луб'янка) este o comună în raionul Veselînove, regiunea Mîkolaiiv, Ucraina, formată din satele Buzovarove, Ivanivka, Kalînivka, Lubeanka (reședința), Novovoskresenka, Petrivka și Raidolîna.

## Demografie
Componența lingvistică a comunei Lubeanka
     Ucraineană (91,2%)
     Rusă (4,08%)
     Română (3,99%)
     Alte limbi (0,45%)
Conform recensământului din 2001, majoritatea populației comunei Lubeanka era vorbitoare de ucraineană (91,2%), existând în minoritate și vorbitori de rusă (4,08%) și română (3,99%).